# مقاطعة أوغليثورب (جورجيا)
مقاطعة أوغليثورب (بالإنجليزية: Oglethorpe County)‏ هي إحدى المقاطعات في ولاية جورجيا في الولايات المتحدة الأمريكية.